# Bauhaus-Galan 2020
Navigation
Édition précédente Édition suivante
Le Bauhaus-Galan 2020 est la 53e édition du Bauhaus-Galan qui a lieu le 23 août 2020 au Stade olympique de Stockholm, en Suède. Il constitue la deuxième étape de la Ligue de diamant 2020, le calendrier des meetings étant modifié en raison de la pandémie de Covid-19.